# Аніта Лісана
Аніта Лісана (ісп. Anita Lizana; 1 листопада 1915 — 21 серпня 1994) — колишня чилійська тенісистка.
Найвищу одиночну позицію світового рейтингу — 1 місце досягла 1937 року.
Перемагала на турнірах Великого шолома в одиночному розряді.

## Фінали турнірів Великого шолома

### Одиночний розряд: 1 (1 перемога)
| Результат | Рік  | Турнір                           | Покриття | Суперниця           | Рахунок  |
| --------- | ---- | -------------------------------- | -------- | ------------------- | -------- |
| Перемога  | 1937 | Відкритий чемпіонат США з тенісу | Трава    | Ядвіга Єнджейовська | 6–4, 6–2 |

## Часова шкала турнірів Великого шлему в одиночному розряді
| W | Ф | ПФ | ЧФ | #Р | КТ | К# | DNQ | A | NH |

| Турнір                                 | 1935  | 1936  | 1937  | 1938  | 1939  | 1940  | 1941 - 1944 | 1945  | 19461 | 19471 | Career SR |
| -------------------------------------- | ----- | ----- | ----- | ----- | ----- | ----- | ----------- | ----- | ----- | ----- | --------- |
| Відкритий чемпіонат Австралії з тенісу |       |       |       |       |       |       | NH          | NH    |       |       | 0 / 0     |
| Відкритий чемпіонат Франції з тенісу   | 3р    |       |       |       |       | NH    | R           |       |       |       | 0 / 1     |
| Вімблдонський турнір                   | 3р    | ЧФ    | ЧФ    | 2р    | 2р    | NH    | NH          | NH    |       | 2р    | 0 / 6     |
| Відкритий чемпіонат США з тенісу       |       |       | П     |       |       |       |             |       |       |       | 1 / 1     |
| SR                                     | 0 / 2 | 0 / 1 | 1 / 2 | 0 / 1 | 0 / 1 | 0 / 0 | 0 / 0       | 0 / 0 | 0 / 0 | 0 / 1 | 1 / 8     |

R = restricted to French nationals and held under Німецька окупація Франції (1940—1944).
1У 1946 і 1947 роках чемпіонати Франції відбувалися після Вімблдону.